# Carla Bruni

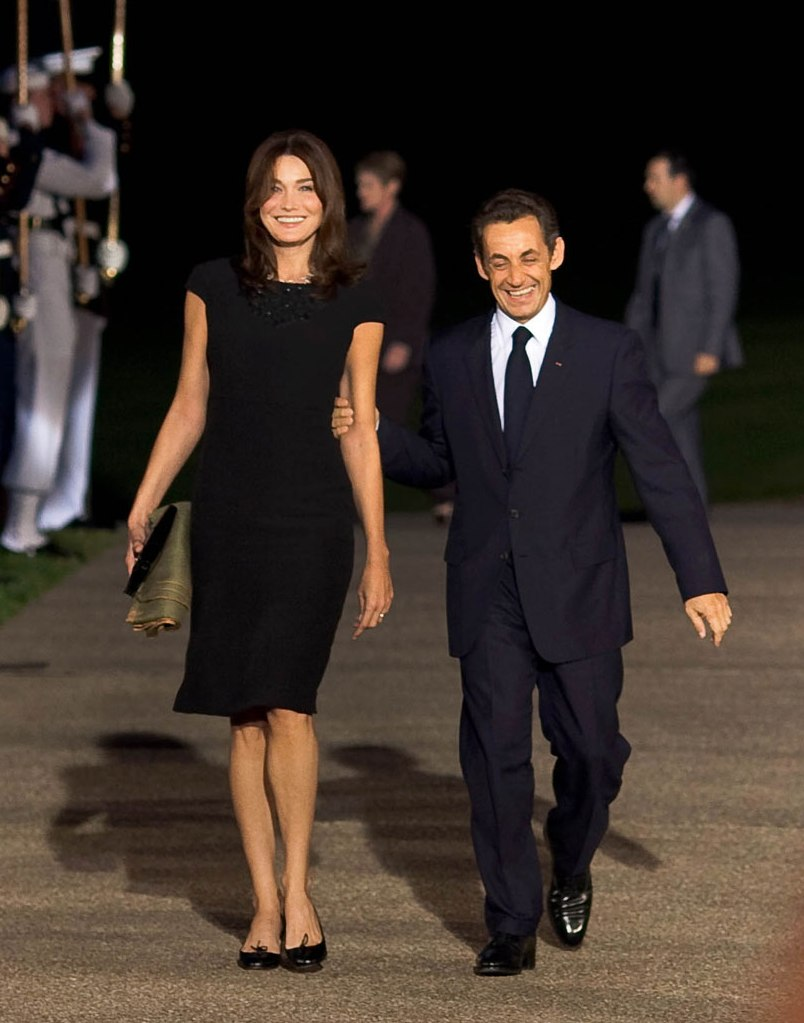
Carla Bruni z mężem Nicolasem Sarkozym

Carla Bruni-Sarkozy (ur. Carla Gilberta Bruni Tedeschi, 23 grudnia 1967 w Turynie) – włoska supermodelka i piosenkarka, żona 23. prezydenta Francji Nicolasa Sarkozy’ego, pierwsza dama Francji w latach 2008-2012.
Ma obywatelstwo włoskie i francuskie.

## Życiorys

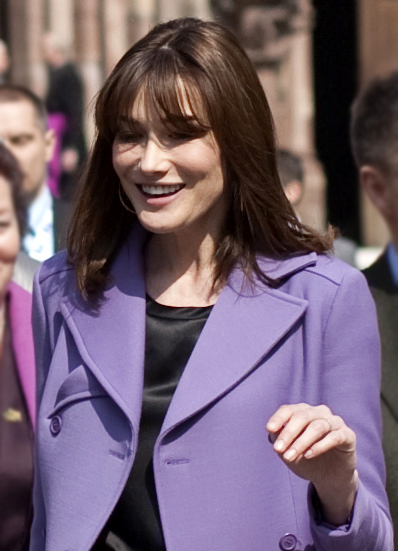
Carla Bruni (2009)

Urodziła się w Turynie, ale od piątego roku życia wychowywała się we Francji. Jest córką przemysłowca i kompozytora Alberta Bruniego Tedeschiego oraz pianistki Marisy Borini. Szkołę średnią ukończyła w Szwajcarii. Następnie wróciła do Francji i zaczęła studiować architekturę i historię sztuki w Paryżu. W wieku 19 lat rozpoczęła karierę modelki.
W latach 90. XX wieku należała do ścisłej czołówki modelek na świecie, zarabiając 7,5 miliona dolarów rocznie. Pracowała dla największych projektantów, do których należeli m.in. Christian Dior, Paco Rabanne, Sonia Rykiel, Christian Lacroix, Karl Lagerfeld, John Galliano, Yves Saint Laurent, Chanel, Versace.
W 1997 zakończyła karierę modelki i poświęciła się muzyce. Wydała sześć albumów (do 2017) ze swoimi piosenkami.

## Życie prywatne
Będąc modelką, związana była m.in. z Vincentem Pérezem, Erikiem Claptonem, Donaldem Trumpem i Kevinem Costnerem. Jej bliskim przyjacielem był też Mick Jagger. Ze związku z francuskim filozofem Raphaëlem Enthovenem ma syna Auréliena (ur. 2001).
W grudniu 2007 w mediach pojawiła się informacja o związku Carli Bruni z prezydentem Francji Nicolasem Sarkozym. Para razem spędziła święta w Egipcie. Nicolas Sarkozy i Carla Bruni pobrali się 2 lutego 2008 w Pałacu Elizejskim w Paryżu. Był to pierwszy w historii Republiki Francuskiej przypadek ślubu prezydenta podczas sprawowania urzędu. 19 października 2011 o godz. 20:00 w Paryżu urodziła córkę – Giulię Sarkozy.

### Rodzina
Bruni ma starszą siostrę, aktorkę Valerię. Jej brat, Virginio, zmarł w 2006 na AIDS. Biologicznym ojcem Carli jest Maurizio Remmert, gitarzysta, z którym matka Carli miała romans przez sześć lat. Carla ma przyrodnią siostrę, Consuelę Remmert.

## Dyskografia[5]
- Quelqu'n m'a dit (2002)
- No Promises (2007)
- Comme si de rien n'était (2008)
- Little French Songs (2013)
- À l'Olympia (2014)
- French Touch (2017)
- Carla Bruni (2020)

## Ranking według liczby sprzedanych płyt

### Albumy
| 2002                          | Quelqu'un m'a dit - Data: 2002 - Wydawca: Naïve                   | 1 | 27 | 14 | –  | 4  | 9 | –  | –  | –  | –  | –  |
| 2007                          | No Promises - Data: 15 stycznia 2007 - Wydawca: Naïve             | 1 | 11 | 2  | 47 | 1  | 2 | 55 | –  | –  | 5  | 37 |
| 2008                          | Comme si de rien n'était - Data: 5 sierpnia 2008 - Wydawca: Naïve | 1 | 10 | 15 | 31 | 3  | 8 | –  | 23 | 38 | 32 | 29 |
| 2013                          | Little French Songs - Data: 16 kwietnia 2013 - Wydawca: Teorema   | 2 | 26 | 28 | –  | 30 | 8 | –  | –  | –  | 68 | –  |
| „–” pozycja nie była notowana |                                                                   |   |    |    |    |    |   |    |    |    |    |    |

### Single
| 2002                          | „Quelqu’un m’a dit”                                        | 111 | –  | –  | Quelqu'un m'a dit        |
| 2002                          | „Tout le monde”                                            | –   | –  | –  | Quelqu'un m'a dit        |
| 2003                          | „Qu'est-ce que tu crois?”                                  | –   | –  | –  | Studio                   |
| 2006                          | „Those Dancing Days Are Gone”                              | –   | –  | –  | No Promises              |
| 2006                          | „If You Were Coming in the Fall”                           | –   | –  | –  | No Promises              |
| 2008                          | „L'amoureuse”                                              | –   | 62 | 85 | Comme si de rien n'était |
| 2013                          | „Chez Keith et Anita”                                      | 62  | –  | –  | Little French Songs      |
| 2013                          | „Dolce Francia”                                            | 188 | –  | –  | Little French Songs      |
| 2013                          | „Le pingouin”                                              | 42  | –  | –  | Little French Songs      |
| 2013                          | „Mon Raymond”                                              | 57  | –  | –  | Little French Songs      |
| 2016                          | „Vole” (oraz Nolwenn Leroy, Alain Souchon, Laurent Voulzy) | –   | –  | –  | –                        |
| „–” pozycja nie była notowana |                                                            |     |    |    |                          |

## Wybrana filmografia
- 2011: O północy w Paryżu jako przewodniczka w muzeum